# 比西耶尔巴迪勒
比西耶尔巴迪勒（法語：Bussière-Badil，法語發音：[bysjɛʁ badil]）是法国多尔多涅省的一个市镇，位于该省北部，属于农特龙区。

## 地理
比西耶尔巴迪勒（45°39'6"N, 0°36'19"E）面积19.86 平方千米，位于法国新阿基坦大区多爾多涅省，该省份为法国西南部内陆省份，是法國本土面积第三大的省，大致对应佩里戈尔地区，北起顺时针与夏朗德省、上维埃纳省、科雷兹省、洛特省、洛特-加龙省、吉倫特省和滨海夏朗德省接壤。
与比西耶尔巴迪勒接壤的市镇（或旧市镇、城区）包括：埃屈拉、埃穆捷、埃图阿尔、比斯罗勒、圣埃斯泰夫、泰雅、苏达。

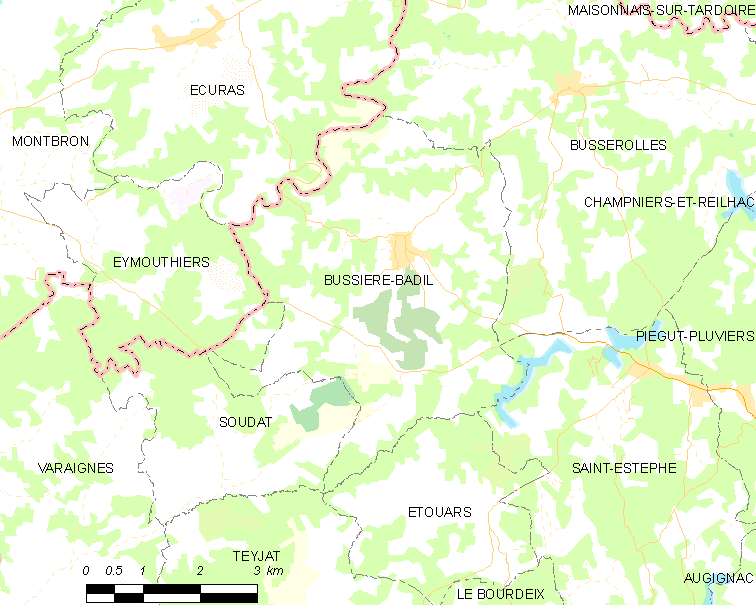
比西耶尔巴迪勒的OSM定位图

比西耶尔巴迪勒的时区为UTC+01:00、UTC+02:00（夏令时）。

## 行政
比西耶尔巴迪勒的邮政编码为24360，INSEE市镇编码为24071。

## 政治
比西耶尔巴迪勒所属的省级选区为农特龙绿色佩里戈尔县。

## 人口

1962-2008年间比西耶尔巴迪勒人口变化图示

比西耶尔巴迪勒于2022年1月1日时的人口数量为372人。